# Šahovska olimpijada 2016.
42. Šahovska olimpijada održana je 2016. u Azerbajdžanu. Grad domaćin bio je Baku.

## Poredak osvajača odličja
| Mj. | Država   | Bodova | Igrači |
| --- | -------- | ------ | ------ |
| 1.  | SAD      | 20,0   |        |
| 2.  | Ukrajina | 20,0   |        |
| 3.  | Rusija   | 18,0   |        |

| Pobjednici       |
| ---------------- |
| SAD Šesti naslov |